# Мнари, Джавар
Джавар Мнари (фр. Jawhar Mnari; 8 ноября 1976, Монастир, Тунис) — тунисский футболист, полузащитник.

## Карьера

### Клубная
Начинал карьеру в скромном клубе из своего города под названием «Монастир». Всего за сезон успел приглянуться владельцам самого знаменитого клуба Туниса — «Эсперанса», с которым три раза, в 2001, 2003 и 2004 годах, смог выйти в полуфинал африканской лиги чемпионов. Летом 2005 года подписал контракт с немецким «Нюрнбергом». В команду его приглашал Вольфганг Вольф, но заиграть в основном составе не смог. В ноябре 2005 года Вольфа сняли с должности и главным тренером был назначен Ханс Майер, под руководством которого Джавар стал незаменимым игроком команды. Играл на позиции опорника и вместе с Томашем Галасеком составлял мощный заслон на пути атак соперника. Главным достижением той команды Ханса Майера стала победа в кубке Германии в 2007 году. Тот матч, завершившийся победой «Нюрнберга» над «Штутгартом» со счётом 3:2, Джавар пропустил. После прихода в команду Пера Клюге, потерял место в основном составе. После ухода из клуба Галасека опять стал игроком основы, но не надолго. Новый тренер «Нюрнберга» Михаэль Эннинг, то и дело отправлял Мнари в запас, ставя на его место сначала Петера Перхтольда, у которого игра впоследствии не заладилась, и Штефана Райнарца, взятого в аренду. В сезоне 2009/10 играл очень мало, и в мае 2010 года стало известно, что Джавар начнёт следующий сезон во «Франкфурте».

### В сборной
В качестве игрока сборной Туниса принимал участие в кубке Африки 2008 года, кубке конфедераций 2005 года и чемпионате мира 2006 года. Первый мяч за сборную забил в ворота испанской команды 19 июня 2006 года на 8-й минуте матча чемпионата мира (1:3).

## Достижения
- Полуфиналист лиги чемпионов КАФ: 2001, 2003, 2004
- Победитель кубка Германии: 2007
- Победитель второй бундеслиги: 2008/2009